# التعلم الحقيقي أو الواقعي
التعلم الحقيقي أو الواقعي

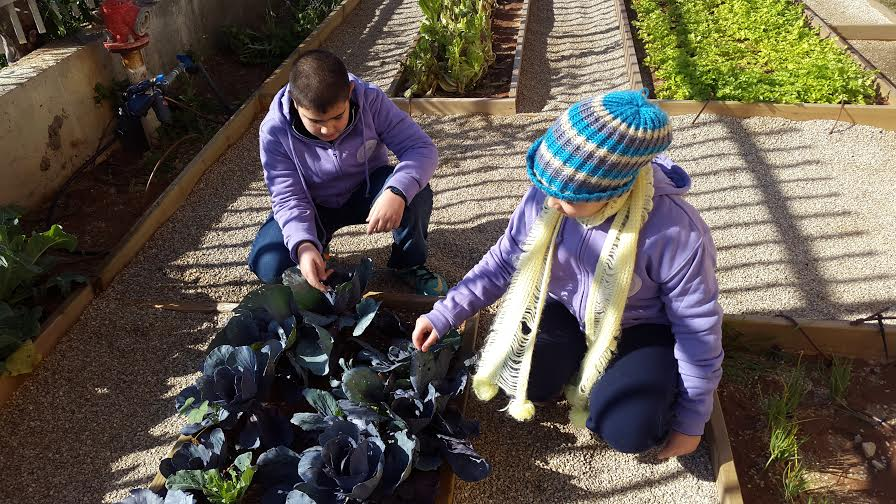

نهج تعليمي يتيح للطالب الاستكشاف والمناقشة والبناء الهادف للمفاهيم والعلاقات بالتعامل مع مشاكل ومشاريع واقعية مرتبطة بواقع المتعلم.
ويتكون من مجموعة واسعة من الأساليب التربوية والتعليمية التي تركز على ربط ما يتعلمه الطالب في المدرسة بقضايا ومشكلات وتجارب واقعية.
وفكرته الأساسية هي أن يزيد من اهتمام الطلاب وحماسهم للتعلم واكتساب مفاهيم ومهارات جديدة، ويحسن من جاهزيتهم للنجاح في مرحلة الجامعة، والعمل، والنضج حيث يكون ما يتعلمونه يعكس حياتهم الواقعية، ويزودهم بمهارات عملية وهادفة ويتطرق لمواضيع مرتبطة بهم وقابلة للتنفيذ في حياتهم خارج المدرسة.
يسلك التعليم الواقعي منحى مختلف كثيرًا عمّا في طرق التدريس التقليدية والتي يؤدي فيها الطالب دور سلبي أو غير فعال في عملية التعلم وتعتبر المعرفة مجموعة من المعلومات والعمليات التي ينقلها المعلم للطالب ولهذا يكون هدف التعلم جمع مجموعة كبيرة من هذه المعلومات والعمليات.
في المقابل، يتبع التعلم الواقعي أسلوباً إيجابياً، حيث تكون عملية التعلم عملية نشطة يوفر المعلم من خلالها فرصًا للطلاب لتأسيس معارفهم الخاصة بالمشاركة في البحث ذاتياً وحل المشكلات والتفكير الناقد وعكس ذلك على عالمهم الواقعي ويتأثر ذلك بشكل كبير بمعرفة وتجارب الطالب السابقة، وكذلك بالعوامل التي تشكل بيئة التعلم، مثل القيم والتوقعات والمكافآت والعقوبات.أصبح الطالب هو أساس ومحورعملية التعلم هنا ولم يعد الطلاب يحفظون المعلومات في مواقف مجردة أو مفتعلة، بل أصبحوا يختبرون ويجربون وينفذون المعلومات بناءً على الواقع.
الخصائص:
ليس هناك وصف معين للتعلم الواقعي أو الحقيقي ولكن ما يجب على التربويين أو المعلمين هو تحديث مفاهيمهم الخاصة حول ما يهم طلابهم.
ومع ذلك، تشير الدراسات السابقة إلى أن هناك العديد من الخصائص للتعلم الحقيقي.
```
ملاحظة مهمة:
 قد لا يحتوي التعلم الواقعي على جميع الخصائص. وبالإمكان اعتباره منظومة من المهام يتم تمييزها من حيث الأكثر أو الأقل واقعية.
```

تتضمن خصائص التعلم الحقيقي ما يلي:
```
يتمحور التعلم الواقعي حول مهام حقيقية مرتبطة بالواقع وضمن اهتمامات المتعلمين حيث يشاركون بفعالية في الاكتشاف والتساؤل.
التعلم متعدد المجالات غالباً ويتطلب محتوى يدمج بين عدة مجالات ويؤدي إلى نتائج أبعد من نتائج التعلم البحته ويتصل اتصالاً وثيقًا بالواقع خارج جدران الفصل الدراسي. ينخرط الطلاب في مهام معقدة ومهارات تفكير عالية المستوى مثل تحليل المعلومات وتركيبها وتصميمها ومعالجتها وتقييمها.
```

```
يبدأ التعلم بتساؤل أو مشكلة، ويجب أن لا تكون مقيدة بحل معين كي تسمح للطالب بتكوين ردة فعله وتحرياته الخاصة ولا يمكن تحديد نتيجة تجربة التعلم مسبقًا. ويخرج الطلاب منها بنتائج يمكن مشاركتها مع جمهور خارج الفصل الدراسي وقيّمة في حد ذاتها، بدلاً من مجرد تحصيل الدرجات.
وتكون هذه المحصلات ملموسة فعلياً حيث يمكن مشاركتها ونقدها.تمكّن هذه الملاحظات أو الانتقادات الطالب من التأمل والتعمق في التعلم.
```

ويدير الطالب عملية التعلم، بمساعدة وتدريب ومشاركة من المربين والزملاء والمعلمين والآباء والخبراء الخارجيين.
يمكن للمتعلم استخدام استراتيجيات تعليمية في الأوقات الحرجة ويتمتع بفرص للخطابات الاجتماعية والتعاون والتفكير ويحظون بوفرة الموارد التعليمية.
في التعلم الواقعي، يتم دمج عملية التقييم بسلاسة في مهام التعلم للحصول على تقييمات مقاربة للواقع.
ويُعرف هذا بالتقييم الواقعي وهو على النقيض من تقييمات التعلم التقليدية التي يتم فيها إجراء الاختبار بعد أن يكتسب الطالب المعرفة أو المهارات.
```
فإنه يوفر للطلاب فرصة لدراسة المشكلة بتبادل وجهات النظر المختلفة، مما يسمح بالتنافس بين الطلاب لإيجاد الحلول وتنوعها بدلاً من وجود إجابة واحدة صحيحة. ويُتاح للطلاب فرصة التعبير عن عملية التعلم و / أو محصلة التعلم النهائية:
```

خمسة معايير:
بما أن هناك قدر كبير من الاهتمام بالمعايير التعليمية في المناهج والتقييم، «تميل معايير التدريس إلى التركيز على الجوانب الإجرائية والتقنية، إلى جانب القليل من الاهتمام بمعايير الجودة الأساسية».
إن التحدي ليس في اتّباع تقنيات تدريس مبتكرة فقط ولكن أيضاً إتاحة الفرصة للطلاب لاستخدام عقولهم جيداً وتزويدهم بالتعليم الهادف بدلاً من مجرد تحصيل النجاح في المدرسة.
ومن أجل مواجهة هذا التحدي، طور مركز ويسكونسن لتنظيم وإعادة هيكلة المدارس نظام يتكون من خمسة معايير للتعليم الحقيقي أو الواقعي.ويمكن له أن يكون أداة مفيدة لكلٍ من الباحثين والمعلمين ويوفر «مجموعة من المعايير التي يمكن عبرها عرض مهام وأنشطة تعليمية وإجراء حوارات بين المعلم والطلاب وبين الطلاب بعضهم البعض.»
وقد يستخدمه المعلمين لإنتاج الأسئلة، وإيضاح الأهداف، ونقد تدريسهم.
```
"المعايير الخمسة: 
```

هي التفكير عالي المستوى، وعمق المعرفة، والاتصال بالعالم الواقعي خارج الفصل الدراسي، والنقاش الموضوعي، والدعم الاجتماعي للطلاب المنجزين."
```
التفكير عالي المستوى: يحدد هذا المقياس لأي درجة يستخدم الطلاب مهارات التفكير العليا.
```

يتطلب التفكير عالي المستوى من الطلاب تجاوز التذكّر البسيط للمعلومات إلى المهمة الأكثر تعقيدًا والمتمثلة في معالجة المعلومات والأفكار بطرق تغير معانيها وتبعاتها، مثلاً يقوم الطلاب بالجمع أو التعميم أو الشرح أو طرح الفرضيات أو الوصول إلى استنتاج أو تفسير ما.
عمق المعرفة: يقوم هذا المقياس بتقييم عمق معرفة الطلاب وفهمهم. يمكن اعتبار المعرفة عميقة عندما يكون الطلاب قادرين على: التمييز بوضوح، وصياغة الحجج، وحل المشكلات، وإيجاد التفسيرات، وبطريقة أخرى العمل على مفاهيم معقدة نسبيًا بدلاً من التركيزعلى كميات كبيرة من المعلومات المتشعبة، يطرح التعليم عددًا أقل من المواضيع بطرق منظمة ومترابطة مما يؤدي إلى فهم أعمق.
```
الاتصال بالعالم الخارجي: يقيس هذا المقياس مدى أهمية التدريس وقيمته خارج النطاق التعليمي. 
```

ويمكن أن يُظهر التعليم هذا الاتصال عندما يعالج الطلاب المشاكل العامة في الواقع أو عندما يطبقون المعرفة بناء على ضوء خبراتهم وتجاربهم الشخصية.
النقاش الموضوعي: يقيس هذا المقياس مدى التواصل لاكتشاف وفهم جوهر موضوع ما.
هناك ثلاث ميزات تدل على الوصول إلى مستويات عالية من النقاش الموضوعي: التجاوب الكبير حول الموضوع المتضمن لأدلة على التفكير العالي المستوى،
ومشاركة الأفكار مباشرة بدون إعداد أو تحكم مسبق، والحوار المبني على أفكار المشاركين للوصول إلى فهم جماعي أفضل لمسألة أو موضوع معين.
الدعم الاجتماعي للطلاب المنجزين:
يقيس مقياس الدعم الاجتماعي ثقافة مجتمع التعلم.
يرتفع الدعم الاجتماعي في الفصول الدراسية عندما تكون تطلعات جميع الطلاب وطموحاتهم عالية، وبيئة الدراسة يسودها الاحترام المتبادل، وجميع الطلاب مندمجين في عملية التعلم. وعندما تكون جميع مشاركات الطلاب محل ترحيب وتقدير.
أمثلة:
هناك العديد من طرق التعلم الواقعي التي يمكن للطلاب المشاركة فيها وهذه بعض الأمثلة:
```
التعلم المبني على المحاكاة: 
```

يشارك الطلاب في المحاكاة وتبادل الأدوار لتدريبهم على المواقف التي يتعين فيها على الطالب المشاركة فعلياً في صنع القرار.
وهذا يساهم في "تنمية مهارات الاتصال والتعاون والقيادة الفعالة التي تهيء الطالب لتحقيق النجاح كما لو كان محترفاً في المجال الذي يدرسه أو يبحث فيه.
وعلى سبيل المثال لا الحصر فقد استُخدم التعلم من خلال المحاكاة وتبادل الأدوار لتدريب مضيفي الطيران، ورجال الإطفاء وموظفي المهن الطبية.
الإعلام الطلابي: يركز على استخدام تقنيات مختلفة لتصوير مقاطع الفيديو وتصميم مواقع إلكترونية وإنتاج رسوم متحركة وإعادة البناء الافتراضي وإلتقاط صور فوتوغرافية ويطور الطلاب مهارات القراءة الاستيعابية والكتابة وقدراتهم على تخطيط النتائج وتحليلها وتفسيرها خلال مراحل مشروع الإعلام، بالإضافة إلى ااثراء خبراتهم في مجالات تقنية متعددة.
```
التعلم المبني على التحريات:
بدلاً من مجرد تقديم المواد للطلاب، يبتدئ بطرح التساؤلات أو المشكلات أو السيناريوهات ثم يتعرف الطلاب على القضايا والمسائل ويقومون بدراستها لتنمية معارفهم أو تحليلاتهم:
```

ويُستخدم عموما في العمل الميداني ودراسات الحالات وعمليات التحقيق والمشاريع الفردية والجماعية والمشاريع البحثية.
```
تقييم الأقران: يوفّر الفرصة للطلاب للتحليل والنقد وتقديم آرائهم حول مهام أقرانهم وبهذا يتوصلون لوجهات نظر مختلفة حول موضوع البحث، مما يمنحهم فهمًاأعمق.
```

```
استخدام أجهزة التحكم عن بعد:
```

توفر هذه البرامج المتخصصة للطلاب فرصاً قد لا تتوفر في غيرها من البرامج . على سبيل المثال،
تنتج مجموعة البرامج المتنوعة نتائج مشابهة لنتائج العمل في معمل مجهز بالكامل.
يستطيع الطلاب من خلال تفسير معطيات هذه البرامج تطبيق النظريات عملياً وتفسير البيانات التي توفرها
في ذات الوقت.
العمل على بيانات البحث العلمي: يجمع الطلاب البيانات أو يستخدمون البيانات التي جمعها الباحثون لإجراء تجاربهم عليها.
```
تأمل الإنجازات وتوثيقها: إن أهمية الإدراك في عملية التعلم موثقة جيدًا. لأنه من الضروري منح الطلاب فرصة لتأمل تعلمهم ومراقبة مراحله. ومن الأمثلة على مهام التعلم الواقعي المصممة لتسليط الضوء على أعمال الطالب وتوفير وسائل لتأمل مراحل تطورتعلمه مع مرور الوقت: المجلات والمحافظ الاستثمارية والمحافظ الإلكترونية.
```

التعلم المبني على المشاريع:
يبتدئ بطرح مشكله أوسؤال ليكون نقطة البداية للتحري وكل المعطيات تأتي نتاج لذلك سواء كانت معطى فقط أو سلسلة من المعطيات . المزايا:'يُظهر البحث العلمي فعالية التعلم الواقعي في تهيئة الطلاب للعمل في القرن الحادي والعشرين عن طريق تأسيس المعرفة في مجالات مترابطة، وترقية مجالات التعلم الأربعة: المعرفي (المعرفة)، العاطفي (المواقف)، النفسي الحركي (المهارات)، والنفسي الاجتماعي (المهارات الاجتماعية).
بعض مزايا التعلم الواقعي:
```
-يزيد حماس الطلاب واهتمامهم بما يتعلمونه عندما يكون مرتبط بحياتهم الواقعية خارج المدرسة وقابلة للتجربة فيها.
```

```
-جاهزية أفضل لدى الطلاب للنجاح في الكلية، والوظائف، ومرحلة النضج.
```

-يتعلم الطلاب استيعاب وربط المعلومات الجديدة.
-يستكشف الطلاب حالات وأنشطة ووجهات نظر مختلفة.
-تعزيز نقل وتنفيذ العلوم النظرية على العالم الواقعي خارج الفصول الدراسية.
- توفير فرص للطلاب للتعاون والإنتاجية وحل المشكلات وتنمية المهارات الإحترافية.
```
-تمكين الطلاب من تقديم آرائهم في بيئة آمنة.
```

```
-يطبق الطلاب مهارات التفكير العليا.
```

-اكتساب التحمل لمتابعة الحوارات الطويلة.
-اكتساب المرونة للعمل في حدود انضباطية وثقافية.